# Gare de Golfech
Gare de Golfech – stacja kolejowa w Golfech, w departamencie Tarn i Garonna, w regionie Oksytania, we Francji. Została otwarta w 1856 przez Compagnie des chemins de fer du Midi et du Canal latéral à la Garonne. Obecnie jest zarządzana przez SNCF (budynek dworca) i przez RFF (infrastruktura).
Stacja jest obsługiwana przez pociągi TER Midi-Pyrénées.

## Położenie
Stacja położona jest na linii Bordeaux – Sète, w km 158,020 pomiędzy stacjami Lamagistère i Valence-d’Agen.

## Linie kolejowe
- Bordeaux – Sète